# Zylindrischer Laternenhai
Der Zylindrische Laternenhai (Etmopterus carteri) ist eine Art der Gattung Etmopterus innerhalb der Laternenhaie (Etmopterinae; auch als Familie Etmopteridae eingestuft). Mit nur 16 bis 20 Zentimetern Körperlänge und einem Gewicht von 150 Gramm gilt er neben dem Zwerg-Laternenhai (E. perryi) als die kleinste bekannte Art der Haie. Das Verbreitungsgebiet dieser Art umfasst nur einzelne Tiefsee-Meeresgebiete an der Küste Kolumbiens in der Karibik.

## Aussehen und Merkmale
Der Zylindrische Laternenhai ist ein sehr kleiner Hai mit einer bekannten Körperlänge von 16 bis 20 Zentimetern und einem Körpergewicht von 150 Gramm. Er hat einen für die Laternenhaie typischen langgestreckten Körper mit einem zylindrisch geformten Kopf. Die Körperfarbe ist durchweg braun ohne Konzentrationen der für die Laternenhaie typischen Leuchtorgane. Die Flossen sind mit einem blassen Netzmuster gezeichnet.
Er besitzt keine Afterflosse und zwei Rückenflossen mit den ordnungstypischen Stacheln vor den Rückenflossen. Die erste Rückenflosse beginnt hinter dem Ende der Brustflossen und ist etwas kleiner als die zweite Rückenflosse. Wie alle Arten der Familie besitzen die Tiere fünf Kiemenspalten und haben ein Spritzloch hinter dem Auge.

## Verbreitung

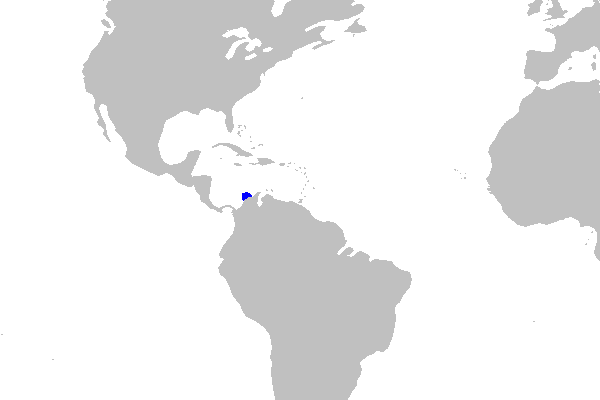
Verbreitungsgebiet des Zylindrischen Laternenhais

Das Verbreitungsgebiet dieser Art umfasst nur einzelne Tiefsee-Meeresgebiete an der Küste Kolumbiens in der Karibik. Hier ist er aus Tiefen von 283 bis 356 Metern bekannt, könnte jedoch auch in größeren Tiefen vorkommen.

## Lebensweise
Der Zylindrische Laternenhai lebt in Küstennähe über dem Kontinentalschelf und kommt in Tiefen von 283 bis 356 Metern und evtl. auch darunter vor. Wie andere Haie ernährt er sich räuberisch, wahrscheinlich von kleineren Fischen und wirbellosen Tieren. Über seine Lebensweise liegen keine Daten und Beobachtungen vor.
Er ist wie andere Arten der Ordnung lebendgebärend, weitere Angaben zur Fortpflanzung fehlen.

## Gefährdung
Der Zylindrische Laternenhai ist in der Roten Liste der IUCN nicht gelistet. Er hat allerdings als Speisefisch keine Bedeutung und wird entsprechend nicht gezielt befischt.

## Belege
1. 1 2  Etmopteridae.: Lantern sharks. In: Compagno et al. 2004; Seite 90